# Romänische Revue
Romänische Revue, cu subtitlul Politisch-lit[t]erarische Monatsschrift, a fost o publicație periodică științifică, apărută între anii 1885 și 1904, în mod succesiv, la Budapesta (din iulie 1885), Reșița (sau Resicza din 1886), Viena (din 1889) și Sibiu (din 1893), sub conducerea lui Corneliu Diaconovici, ortografiat Cornelius Diaconovich (din 1885), Engelbert Kainz (din 1889), Titus Tomiuc (din 1891) și Franz Eichberger (din 1892). 
Din 1894 a purtat titlul de „Romänische Jahrbücher”, cu subtitlul Politisch-literarische Monatsschrift, și a apărut la Sibiu avându-l ca redactor pe Peter Broșteanu. A publicat articole și studii privind istoria politică și culturală a românilor, mai ales a celor din Transilvania.
În perioada cât a apărut la Reșița, revista s-a editat de regulă în 64 pagini, cu un tiraj ce ajungea la 1200 de exemplare, din care o treime se difuzau gratuit în străinatate. 